# Melissa Elias
Melissa Elias (* 12. März 1982 in Winnipeg, Manitoba) ist eine kanadische Schauspielerin.

## Karriere
Melissa Elias studierte Theater und Betriebswirtschaft an der University of Winnipeg und nahm gleichzeitig Schauspielunterricht. Im Jahr 2002 trat sie in der Fernsehserie 2030 CE erstmals als Schauspielerin in Erscheinung. Anschließend zog sie für ein Jahr nach Vancouver, setzte ihre Ausbildung fort und nahm an Vorsprechen teil. Seitdem lebt sie wieder in ihrer Heimatstadt Winnipeg, unterbrochen von Studienaufenthalten in Vancouver und Los Angeles, wo sie das Larry Moss Studio besuchte. Ihre Schauspielkarriere setzte sie mit Auftritten in den TV-Filmen Everybody's Doing It (MTV) und Christmas Rush (TBS) fort. 2005 folgte eine Rolle in dem Horrorfilm Tamara – Rache kann so verführerisch sein sowie in dem Fernsehfilm Falcon Beach, an den eine gleichnamige Fernsehserie anschloss, in der Elias 2006 und 2007 in zwei Folgen mitwirkte. In Falcon Beach spielte sie als Rettungsschwimmerin Erin Haddad, die eine Romanze mit dem Hauptcharakter Danny Ellis (gespielt von Ephraim Ellis) hat, ihre erste größere Fernsehrolle. 2012 trat sie in der Komödie My Awkward Sexual Adventure auf.

## Filmografie (Auswahl)
- 2002: 2030 CE (Fernsehserie, 13 Episoden)
- 2005: Tamara – Rache kann so verführerisch sein (Tamara)
- 2012: My Awkward Sexual Adventure
- 2015: UnREAL (Fernsehserie, 4 Folgen)